# Court Tomb von Edergole

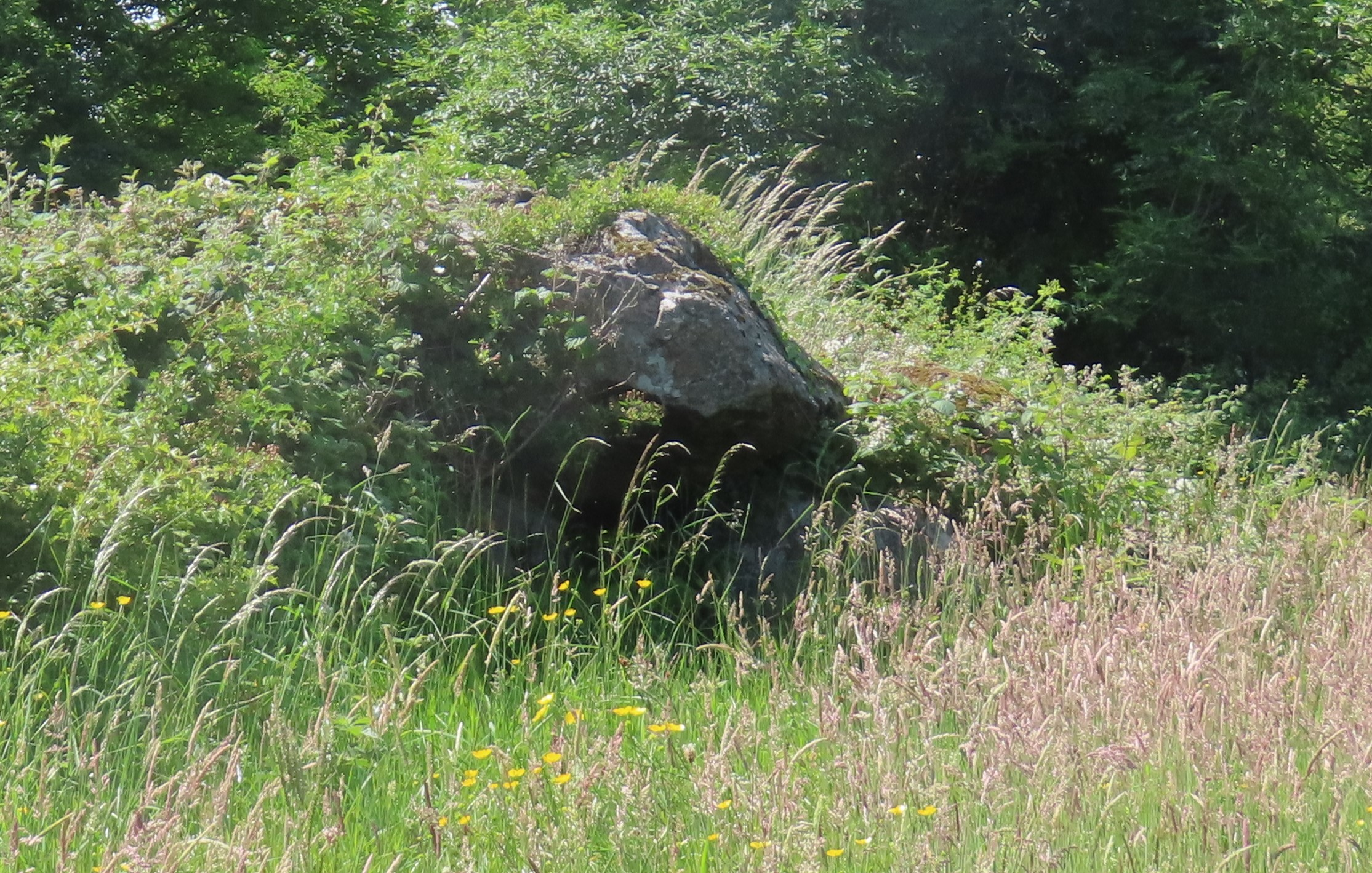
Court Tomb in 2025

Das Court Tomb von Edergole (irisch Eadargóil – dt.: „zwischen der Gabelung“) liegt an einer Feldmauer, südwestlich von Rockcorry im County Monaghan in der Republik Irland.
Die Anlage ist (im Sommer 2025) von hohem Gras umgeben und teilweise überwuchert, so dass nur die Tragsteine und ein großer Deckstein klar erkennbar sind.
Die Megalithanlage ist auf der historischen Karte Irlands als „Giants Grave“ markiert. Court Tombs gehören zu den megalithischen Kammergräbern (englisch chambered tombs) der Insel. Sie werden mit etwa 400 Exemplaren überwiegend in Ulster im Norden der Republik Irland beziehungsweise in Nordirland gefunden.
Am Nordostende bilden zwei Tragsteine und ein großer Sturz den ehemaligen Zugang vom Hof (englisch court) aus. Es gibt keinerlei Spuren vom Steinhügel und vom nördlichen Teil des Courts. Der südliche ist in einen Grenzzaun integriert. William Copeland Borlase beschrieb 1897 die Anlage im ersten Band seines dreibändigen Werks The Dolmens of Ireland auf S. 293. Er gab für die Galerie  7,5 m in der Länge und 1,8 m in der Breite an.
In einen der größten Steine, die als Straßenbegrenzung dienen, wurde ein Kreuz eingearbeitet, um das Denkmal zu irgendeinem Zeitpunkt der jüngeren Vergangenheit zu christianisieren.
Ein altes Gräberfeld liegt an der scharfen Kurve direkt vor dem Court Tomb. Es ist mit vielen ungewöhnlichen Grabsteinen im einzigartigen Stil des südlichen Ulster versehen. Schädel- und gekreuzte Knochen-Motive auf der Rückseite der Steine deuten darauf hin, dass das Gräberfeld einmal zu einem frühchristlichen Kloster oder einer Kirche gehörte.